# Журавлёв, Василий Иванович (полный кавалер ордена Славы)
Василий Иванович Журавлёв (3 января 1909, с. Александровка, Курская губерния — не ранее апреля 1985) — советский военнослужащий, старшина, войсковой разведчик. Участник Великой Отечественной войны, полный кавалер ордена Славы.

## Биография
Родился 3 января 1909 года в с. Александровка; русский, из крестьян.
Окончил 4 класса. До войны работал машинистом врубовой машины на шахтах в Донецке.
В Красной Армии с 1941 года. В боях Великой Отечественной войны в сентябре-октябре 1941 года и с сентября 1943 года. Командир отделения взвода пешей разведки 463-го стрелкового полка (118-я стрелковая дивизия, 5-я гв. армия, 1-й Украинский фронт).
В 1944 году вступил в ВКП(б).
Демобилизован в сентябре 1945 года.
Жил в с. Минеральное. До выхода на пенсию работал машинистом водокачки на станции Ясиноватая.

## Описание подвигов
20 августа 1944 г., действуя в составе разведывательной группы в районе севернее н.п. Пацанув (Польша), из автомата уничтожил около 10 гитлеровцев, захватил пулемёт и доставил в штаб ценные сведения о противнике. Был награждён орденом Славы 3-й степени.
28 сентября 1944 г. близ н.п. Бехова (Польша) первым ворвался в траншею противника, гранатами забросал блиндаж, уничтожил несколько гитлеровцев, захватил гранатомет. За этот бой был награждён орденом Славы 2-й степени.
В ночь на 23 декабря 1944 г. в районе железнодорожной станции Ратае (Польша) во главе группы захвата преодолел 4 минных поля, снял 2 часовых, первым ворвался в траншею противника и в рукопашной схватке сразил 2 гитлеровцев, одного взял в плен и доставил его в штаб полка. Был награждён орденом Славы 1-й степени.

## Награды
- орден Славы 1-й (10.4.1945), 2-й (20.12.1944) и 3-й (26.8.1944) степеней
- орден Отечественной войны 1-й (6.4.1985)[2] и 2-й степени
- медали.